# Gelsemium
Gelsemium és un gènere de plantes amb flors dins la família Gelsemiaceae. Conté tres espècies d'arbusts o plantes enfiladisses. Dues espècies són natives d'Amèrica del Nord, una de la Xina i Sud-est d'Àsia.
Carl von Linné primer va classificar G. sempervirens com Bignonia sempervirens el 1753; Antoine Laurent de Jussieu canvià el nom del gènere el 1789. Gelsemium é la forma llatinitzada de la paraula italiana pel gessamí, gelsomino.
Les tres espècies del gènere són verinoses.
Gelsemium s'ha demostrat que conté metoxindoles.
Gelsemium es va usar com analgèsic al segle xviii.

## Taxonomia
- G. elegans. planta enfiladissa natica de l'Índia, Indonèsia, Laos, Malàisia, nord de Myanmar, nord de Tailàndia, Vietnam, i les províncies de la Xina de Fujian, Guangdong, Guangxi, Guizhou, Hainan, Hunan, Jiangxi, Taiwan, Yunnan, i Zhejiang.
- G. rankinii. és natiu del sud-est dels Estats Units.
- G. sempervirens.és natiu del sud-est dels Estats Units de Virgínia a Texas i al sud fins a Mèxic i Guatemala. Es fa servir com planta ornamental a tot el món.